# Daniella Ramirez
Daniella Ramirez (* 6. Oktober 2001) ist eine US-amerikanische Synchronschwimmerin.

## Erfolge
Daniella Ramirez’ Eltern sind beides ehemalige venezolanische Profisportler. Ihre Mutter war wie Ramirez Synchronschwimmerin und Mitglied der venezolanischen Nationalmannschaft, ihr Vater war Wasserspringer.
Ramirez gab 2018 ihr internationales Debüt bei den Erwachsenen und gewann 2019 bei den Panamerikanischen Spielen in Lima ihre erste Medaille, als sie sich mit der Mannschaft die Bronzemedaille sicherte. In Fukuoka wurde sie 2023 im Akrobatik-Wettkampf mit der Mannschaft Vizeweltmeisterin. Im technischen Programm des Mannschaftswettbewerbs erreichte sie außerdem Rang drei. Mit der Mannschaft gewann Ramirez bei den Panamerikanischen Spielen 2023 in Santiago de Chile die Silbermedaille hinter Mexiko. Ein Jahr darauf belegte sie bei den Weltmeisterschaften in Doha im Akrobatik-Wettkampf ebenso den dritten Platz wie im freien Programm der Mannschaftskonkurrenz.
Bei den Olympischen Spielen 2024 in Paris gehörte Ramirez zum US-amerikanischen Aufgebot im Mannschaftswettbewerb. Während die US-Amerikanerinnen im technischen Teil mit 282,7567 Punkten das viertbeste Resultat erzielten, gelang ihnen in der Kür und der Akrobatik mit 360,2688 Punkten bzw. 271,3166 Punkten jeweils das zweitbeste Ergebnis. Damit beendeten sie den Wettkampf mit 914,3421 Punkten auf Rang zwei, hinter der dominierenden chinesischen Mannschaft mit 996,1389 Punkten, und vor Spanien mit 900,7319 Punkten. Neben Ramirez erhielten außerdem Anita Alvarez, Jaime Czarkowski, Megumi Field, Keana Hunter, Audrey Kwon, Jacklyn Luu und Ruby Remati die Silbermedaille.
Ramirez absolviert seit 2022 ein Kunststudium an der University of California, Los Angeles. Für die UCLA Bruins ist sie auch im College-Sport aktiv.